# Mesjid Utue
Mesjid Utue is een bestuurslaag in het regentschap Pidie van de provincie Atjeh, Indonesië. Mesjid Utue telt 504 inwoners (volkstelling 2010).